# Road Not Taken
Road Not Taken est un jeu vidéo de type puzzle et rogue-like développé et édité par Spry Fox, sorti en 2014 sur Windows, Mac et PlayStation 4.
Il s'inspire du poème The Road Not Taken de Robert Frost.

## Accueil
- Canard PC : 6/10[1]